# X-Calakoop
X-Calakoop es una localidad del municipio de Tinum, estado de Yucatán, en México.

## Toponimia
El nombre (X-Calakoop) proviene del idioma maya que puede significar lugar con dos rejoyadas.

## Datos históricos
- En 1970 cambia a Xcalakoop de Hidalgo.
- En 1990 cambia a X-Calakoop

## Demografía
Según el censo de 2005 realizado por el INEGI, la población de la localidad era de 1239 habitantes, de los cuales 660 eran hombres y 579 eran mujeres.
| 164                         | 242 | 383 | 449 | 554 | 759 | 1023 | 1118 | 1239 |
| (Fuente: INEGI [Consultar]) |     |     |     |     |     |      |      |      |